# Libero 5G IV
Libero 5G Ⅳは，中国のZTE開発のYmobile向けAndroidスマートフォンである。

## 概要
2023年12月7日発売12月１日予約開始．値段は2万1996円

## 仕様

### カラーバリエーション
ブラック，ブルー，ホワイトの三色が展開されている．

### ディスプレイ
フルHD+の6.6インチディスプレイを搭載．前モデルのLibero 5G Ⅲは有機ELディスプレイであった．

### バッテリー
4420mAhのバッテリーを搭載．本体下部のUSB-Cポートから67Wで充電可能．ワイヤレス充電は非対応．